# Adam Yates
Adam Richard Yates (Bury, 7 augustus 1992) is een Engelse wielrenner die sinds 2023 uitkomt voor UAE Team Emirates.

## Biografie
Adam Yates werd geboren in 1992, net als zijn tweelingbroer Simon Yates. Samen met zijn broer ontdekte hij het wielrennen. De Yates-broers werden in 2014 prof bij het Australische UCI World Tourteam Orica GreenEDGE. In januari won hij het jongerenklassement in de Ronde van San Luis. In de Ronde van Turkije enkele maanden later wist hij de zesde rit te winnen waar hij de basis legde voor de eindoverwinning. In de Clásica San Sebastián presteerde hij ook sterk. Hij zat in de kopgroep en had kans op de overwinning, maar op vier kilometer van de streep kwam hij ten val en verloor hij zijn winstkansen. Een jaar later was het wel raak in San Sebastián. Hij reed solo over de finish met een voorsprong van vijftien seconden op een selecte groep.
In de Ronde van Frankrijk 2016 verraste hij met een vierde plaats. Hij won tevens het jongerenklassement.
In de wegwedstrijd op de Olympische Spelen in Rio de Janeiro werd Yates vijftiende, op ruim drie minuten van winnaar Greg Van Avermaet.
In het voorjaar van 2017 liet Yates goede resultaten zien waaronder:
1e in GP Industria & Artigianato-Larciano,
2e in Milaan-Turijn,
4e in de Ronde van Catalonië
en ook nog 8e in Luik-Bastenaken-Luik.
Daarna startte Yates voor het eerst in zijn carrière in de Giro. Na een goede start viel Yates in de 9e etappe en verloor ruim 3 minuten en daarmee ook het jongerenklassement aan Bob Jungels.
Uiteindelijk werd hij 9e toen hij aankwam in Rome. Aan het eind van 2017 deed hij ook mee aan de Vuelta waar hij al snel de prijs voor beste jongere veroverde. Echter na de tweede week verloor hij die door ziekte en vermoeidheid en zakte hij ver weg. 
Hij probeerde de 15e rit naar zich toe te trekken maar dit mislukte echter nadat Miguel Ángel López hem inhaalde op 4 km van de finish. Uiteindelijk werd hij 34e in Madrid.

## Palmares
2014 - 3 zeges
- 6e etappe Ronde van Turkije
- Eindklassement Ronde van Turkije
- GP Industria & Artigianato-Larciano
- Jongerenklassement Ronde van San Luis

2015 - 1 zege
- Clásica San Sebastián
- Jongerenklassement Ronde van Alberta

2016 - 0 zeges
- Jongerenklassement Ronde van Frankrijk

2017 - 1 zege
- GP Industria & Artigianato-Larciano

2018 - 2 zeges
- 5e etappe Tirreno-Adriatico
- 7e etappe Critérium du Dauphiné

2019 - 5 zeges
- 4e etappe Ronde van Valencia
- 3e etappe Ronde van Catalonië
- 6e etappe Ronde van het Baskenland
- Bergklassement Ronde van het Baskenland
- 5e etappe Ronde van Kroatië
- Eindklassement Ronde van Kroatië

2020 - 2 zeges
- 3e etappe Ronde van de Verenigde Arabische Emiraten
- Eindklassement Ronde van de Verenigde Arabische Emiraten

2021 - 2 zeges
- 3e etappe Ronde van Catalonië
- Eindklassement Ronde van Catalonië

2022 - 2 zeges
- 3e etappe Ronde van Duitsland
- Eindklassement Ronde van Duitsland

2023 - 5 zeges
- 7e etappe Ronde van de Verenigde Arabische Emiraten
- 4e etappe Ronde van Romandië
- Eindklassement Ronde van Romandië
- 1e etappe Ronde van Frankrijk
- Bergklassement Ronde van Burgos
- Grote Prijs van Montreal

2024 - 6 zeges
- 5e etappe Ronde van Oman
- Eindklassement Ronde van Oman
- 5e en 7e etappe Ronde van Zwitserland
- Eind-, punten- en bergklassement Ronde van Zwitserland
- 9e etappe Ronde van Spanje

2025 - 1 zege
- Eindklassement Ronde van Oman

Totaal: 30 zeges

## Resultaten in voornaamste wedstrijden
| Jaar | Ronde van Italië | Ronde van Frankrijk | Ronde van Spanje |
| ---- | ---------------- | ------------------- | ---------------- |
| 2014 |                  |                     | 82e              |
| 2015 |                  | 50e                 |                  |
| 2016 |                  | 4e                  |                  |
| 2017 | 9e               |                     | 34e              |
| 2018 |                  | 29e                 | 45e              |
| 2019 |                  | 29e                 |                  |
| 2020 |                  | 9e                  |                  |
| 2021 |                  |                     | 4e               |
| 2022 |                  | 10e                 |                  |
| 2023 |                  | ↑ (1)               |                  |
| 2024 |                  | 6e                  | 12e (1)          |
| 2025 | 12e              | 24e                 |                  |

| Jaar | Amstel Gold Race | Luik-Bast.‑Luik | Ronde van Lombardije | Waalse Pijl | Clásica San Sebastián |  | WK op de weg |  | Wereldranglijsten   |
| ---- | ---------------- | --------------- | -------------------- | ----------- | --------------------- |  | ------------ |  | ------------------- |
| 2014 |                  |                 | opgave               | 97e         | 43e                   |  | opgave       |  | 89e (UWT)           |
| 2015 |                  |                 | 56e                  |             | ↑                     |  | 57e          |  | 35e (UWT) 46e (UWR) |
| 2016 | opgave           | 56e             |                      | opgave      | 16e                   |  |              |  | 31e (UWT) 55e (UWR) |
| 2017 |                  | 8e              | 74e                  |             |                       |  |              |  | 49e (UWT) 48e (UWR) |
| 2018 |                  |                 | 29e                  |             |                       |  | 37e          |  | 34e (UWT) 46e (UWR) |
| 2019 |                  | 4e              | 15e                  | opgave      | opgave                |  | opgave       |  | 18e (UWR)           |
| 2020 |                  | opgave          |                      |             |                       |  |              |  | 52e (UWR)           |
| 2021 |                  | 18e             | ↑                    | 20e         | 27e                   |  |              |  | 8e (UWR)            |
| 2022 |                  |                 | 10e                  |             |                       |  |              |  | 26e (UWR)           |
| 2023 |                  |                 | 6e                   |             |                       |  |              |  | 8e (UWR)            |
| 2024 |                  |                 | 81e                  |             |                       |  | 30e          |  |                     |
| 2025 |                  |                 |                      |             |                       |  |              |  |                     |

#### Resultaten in kleinere rondes
| Jaar | UAE Tour | Parijs-Nice | Tirreno-Adriatico | Ronde van Catalonië | Ronde van het Baskenland | Ronde van Californië | Ronde van Romandië | Ronde van Zwitserland | Critérium du Dauphiné | Ronde van Polen |
| ---- | -------- | ----------- | ----------------- | ------------------- | ------------------------ | -------------------- | ------------------ | --------------------- | --------------------- | --------------- |
| 2014 |          |             |                   | 23e                 | 76e                      | 5e                   |                    |                       | 6e                    |                 |
| 2015 |          |             | 9e                |                     | opgave                   |                      |                    |                       | 20e                   |                 |
| 2016 |          |             | 19e               |                     | 32e                      |                      |                    |                       | 7e                    |                 |
| 2017 |          |             | opgave            | 4e                  |                          |                      |                    |                       |                       | 5e              |
| 2018 |          |             | 5e (1)            | opgave              |                          | 4e                   |                    |                       | ↑ (1)                 |                 |
| 2019 |          |             | ↑                 | ↑ (1)               | 5e (1)                   |                      |                    |                       | opgave                |                 |
| 2020 | ↑ (1)    |             |                   |                     |                          |                      |                    |                       | 17e                   |                 |
| 2021 | ↑        |             |                   | ↑ (1)               | 4e                       |                      |                    |                       |                       |                 |
| 2022 | ↑        | 4e          |                   |                     | opgave                   |                      |                    | opgave                |                       |                 |
| 2023 | ↑ (1)    |             | 11e               | 28e                 |                          |                      | ↑ (1)              |                       | ↑                     |                 |
| 2024 | opgave   |             |                   |                     |                          |                      | 13e                | ↑ (2)                 |                       |                 |
| 2025 |          |             | 16e               | 32e                 |                          |                      |                    |                       |                       |                 |

## Ploegen
- 2014 –  Orica GreenEDGE
- 2015 –  Orica GreenEDGE
- 2016 –  Orica-BikeExchange[1]
- 2017 –  Orica-Scott
- 2018 –  Mitchelton-Scott
- 2019 –  Mitchelton-Scott
- 2020 –  Mitchelton-Scott
- 2021 –  INEOS Grenadiers
- 2022 –  INEOS Grenadiers
- 2023 –  UAE Team Emirates
- 2024 –  UAE Team Emirates
- 2025 –  UAE Team Emirates

Albasini · Bewley · Chaves · Clarke · Docker · Durbridge · Ewan · Gerrans · Goss · Hayman · Hepburn · Howard · Howson · Impey · Keukeleire · Kruopis · Lancaster · Matthews · Meier · C.Meyer · Mouris · Santaromita · Schurter · Tuft · Weening · A.Yates · S.Yates · Cort (stagiair)
Albasini · Bewley · Blythe · Chaves · Clarke · Cort · Docker · Durbridge · Ewan · Gerrans · Hayman · Hepburn · Howard · Howson · Impey · Keukeleire · Lancaster · Matthews · Meier · C.Meyer · Mouris · Santaromita · Tuft · Weening · A.Yates · S.Yates
Albasini · Bewley · Chaves · Cheung · Cort · Docker · Durbridge · Edmondson · Ewan · Gerrans · Haig · Hayman · Hepburn · Howson · Impey · Juul-Jensen · Keukeleire · Matthews · Meier · Mezgec · Plaza · Power · Tuft · Txurruka · Verona · A.Yates · S.Yates · Schultz (stagiair)
Albasini · Bewley · Chaves · Cheung · Cort · Docker · Durbridge · Edmondson · Ewan · Gerrans · Haig · Hayman · Hepburn · Howson · Impey · Juul-Jensen · Keukeleire · Kluge · Kreuziger · Mezgec · Plaza · Power · Tuft · Verona · A. Yates · S. Yates
Albasini · Bauer · Bewley · Chaves · Durbridge · Edmondson · Ewan · Haig · Hamilton · Hayman · Hepburn · Howson · Impey · Juul-Jensen · Kluge · Kreuziger · Meyer · Mezgec · Nieve · Power · Trentin  · Tuft · Verona · A. Yates · S. Yates
Affini · Albasini · Bauer · Bewley · Bookwalter · Chaves · Durbridge · Edmondson · Grmay · Haig · Hamilton · Hayman · Hepburn · Howson · Impey · Juul-Jensen · Meyer · Mezgec · Nieve · Schultz · Scotson · Smith · Stannard · Trentin  · A. Yates · S. Yates
Affini · Albasini · Bauer · Bewley · Bookwalter · Chaves · Durbridge · Edmondson · Grmay · Groves · Haig · Hamilton · Hepburn · Howson · Impey · Juul-Jensen · Konysjev · Meyer · Mezgec · Nieve · Peák · Schultz · Scotson · Smith · Stannard · A. Yates · S. Yates · Zejts
Amador · Van Baarle · Basso · Bernal · Carapaz  · Castroviejo · De Plus · Dennis · Doull · Dunbar · Ganna     · Geoghegan Hart · Gołaś · Hayter · Henao · Kwiatkowski · Martínez · Moscon · Narváez · Pidcock (vanaf 1 februari) · Porte ·  Puccio · Rivera · Rodriguez · Rowe · Sivakov · Sosa · Swift · Thomas · Wurf · Yates · Plapp (stagiair)
Amador · Bernal · Carapaz  · Castroviejo · De Plus · Dunbar · Fraile · Ganna   · Geoghegan Hart · E. Hayter · Heiduk · Kwiatkowski · Martínez · Narváez · Pidcock · Plapp · Porte ·  Puccio · Rivera · Rodriguez · Rowe · Sheffield · Sivakov · Swift · Thomas · Tulett · Turner · Van Baarle · Viviani · Wurf · Yates · L. Hayter (stagiair)
Ackermann · Almeida · Ayuso · Bax · Bennett · Bjerg · Christen (vanaf 1/8) · Covi · Fisher-Black · Formolo · Gibbons · Groß · Großschartner · Hirschi · Hodeg · Laengen · Majka · McNulty · Molano · Novak · I. Oliveira · R. Oliveira · Pogačar · Polanc (tot 15/5) ·  Soler · Trentin · Ulissi · Vine · Vink · Wellens · Yates · Glivar (stagiair)
Almeida · Arrieta · Ayuso · Baroncini · Bax · Bjerg · Christen · Covi · del Toro · Fisher-Black · Großschartner · Hirschi · Hodeg · Laengen · Majka · McNulty · Molano · Morgado · Novak · I. Oliveira · R. Oliveira · Pogačar · Politt · Sivakov · Soler · Ulissi · Vine · Vink · Wellens · Yates
- Gemeinsame Normdatei: 1266489266
- Virtual International Authority File: 5517166237107296380006